# Contao
Contao (ранее — TYPOlight) — система управления сайтами (CMS) основанная на  веб-фреймворке Symfony  с открытым исходным кодом и свободной лицензией. Написана на PHP, для хранения данных использует СУБД MySQL (или MariaDB).  С 2006 года по 2010 года система называлась TYPOlight.  Несмотря на то, что прежнее название было сходно с наименованием другой CMS — TYPO3, ничего общего c ней не имеет.
Функциональные возможности системы могут быть наращены с помощью расширений (англ. extensions). На момент 2014 года существует более 1600 расширений.

## Основные возможности
- HTML5-код
- использование Ajax- и Web 2.0-технологий
- генерирование дружественных поисковым машинам ссылок, динамических заголовков и полных META-данных
- расширенные функции редактирования
- филигранная система прав доступа
- гибкий генератор форм
- полнотекстовая поисковая машина
- встроенный кроссбраузерный CSS-фреймворк
- встроенные модули: блог/новости, календарь, файловый менеджер, почтовая рассылка
- панель управления с многоязычной поддержкой
- построенная на шаблонах
- менеджмент версий, ревизия и функция возврата версий
- документация на нескольких языках (английский, немецкий)
- поддержка множества языков в кодировке UTF-8
- полнофункциональная система управления пользователями (user management)
- обновление через пакетный менеджер Composer или через собственный Contao менеджер[6]